# Louis Dussol
Pour les articles homonymes, voir Dussol.
Louis Dussol, né à Créteil en avril 1997, est un acteur français. Son père est écrivain et sa mère, médecin. Il débute à l'écran à l'âge de neuf ans. En 2008, il tient l'un des rôles principaux du film Magique, avec Marie Gillain et Cali. On le voit ensuite dans plusieurs autres films, parmi lesquels La Nouvelle Guerre des boutons.

## Filmographie[1]
- 2006 : Le Temps des porte-plumes : Camille
- 2007 : Le Garçon Manqué
- 2008 : Magique : Tommy
- 2009 : 1 journée : Vlad
- 2011 : Junior (court-métrage)
- 2011 : Polisse
- 2011 : La Nouvelle Guerre des boutons : Bacaillé
- 2013 : Famille d'accueil (épisode : Sauvageon) : Anthony